# Роберт Смітсон
Ро́берт Смі́тсон (англ. Robert Smithson; 2 січня 1938 — 20 липня 1973) — американський художник, знаменитий переважно своїми роботами в області ленд-арту та паблік-арту.

## Біографія
Народився 2 січня 1938-го року в окрузі Пассаїк, освіту здобув у Художній студентській лізі Нью-Йорка (англ. Art Students League of New York). Спочатку Смітсон працював із графікою, створюючи колажі у стилі наукової фантастики або поп-арту. У колі художників він познайомився з Ненсі Холт, котра стала його дружиною в 1963 році.
1964 року Смітсон зайнявся мінімалізмом. Незабаром він приєднався до руху Primary Structures. У 1967 році Смітсон почав досліджувати промислові зони в околицях Нью-Джерсі. Під враженням від них він створив серію об'єктів під загальною назвою «не-місця» (англ. non-sites), в яких зібрані художником камені і земля експонувалися в галереї як скульптури, поєднанні зі склом і дзеркалами.
1968 року він написав есе «A Sedimentation of the Mind: Earth Projects» (укр. Випадання розуму в осад: Земляні проекти), яке стало потужним поштовхом до розвитку ленд-арту як виду мистецтва. Приблизно з цього часу він починає займатися спорудженням ландшафтних структур.
«Асфальтовий перегін» став першою монументальною роботою митця. Він виконав її у Римі в 1969 році. Робота являла собою навантажені асфальтом вантажівки на пандусі, який був продовженням природного ландшафту. 1970 року Смітсон засипав будівлю державного університету в Огайо, створивши роботу «Частково похований дерев'яний навіс». У цьому ж році Смітсон завершив «Спіральну дамбу», а в 1971-му «Розірване коло» і «Спіральний пагорб» в Нідерландах. Крім земляних валів Смітсон відомий своїми фотороботами, картинами і скульптурами.
Загинув 20 липня 1973 року в авіакатастрофі над Техасом під час огляду території для своєї чергової інсталяції «Пандус Амарилло». Більшість його проектів нині перебувають у США і Нідерландах в різних музеях і на відкритому повітрі.

## Творчість
Смітсон почав виставляти живопис і графіку з кінця п'ятдесятих. Деякі його статті були опубліковані в журналах «Art Forum», «Arts Magazine», «Aspen» і «Art Voices». Від 1965 до 1973 року Смітсон готував до видання книгу своїх творів, до якої мали увійти інтерв'ю, проза та поеми.
Першими з робіт були колажі, пізніше — дзеркальні композиції та бокси, в яких відбиті простір музею і купки ґрунту та каменів. Для своїх робіт ленд-арту Смітсон черпав натхнення з пейзажів, про які він читав у творах письменників-фантастів. Піком художньої кар'єри Смітсона стала робота «Спіральна дамба» на північному березі Великого Солоного озера в штаті Юта.
|                                   | Крім ідеальних садів минулого і їх сучасних еквівалентів — національних парків і великих міських парків — існують більш інфернальні ландшафти: шлакові відвали, занедбані кар'єри, забруднені річки. Завдяки невблаганній тязі до ідеалізму — як чистого, так і абстрактного — суспільство не має ні найменшого уявлення про те, що з ними робити. Нікому не прийде в голову вирушити відпочивати на звалище. Наші етичні уявлення, пов'язані з ландшафтом, — особливо в країні вічного дитинства, званій світом мистецтва, — замутнені всілякими абстракціями і концепціями. |
| — Роберт Смітсон, Art Forum, 1972 | |

## Галерея

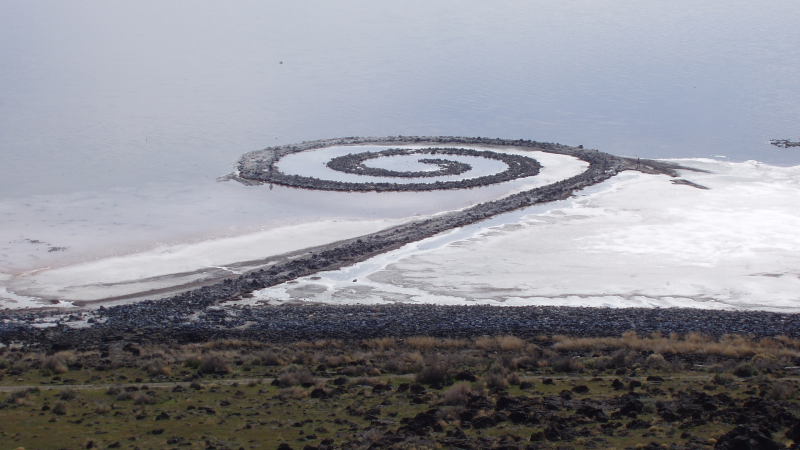
«Спіральна дамба» (1970)
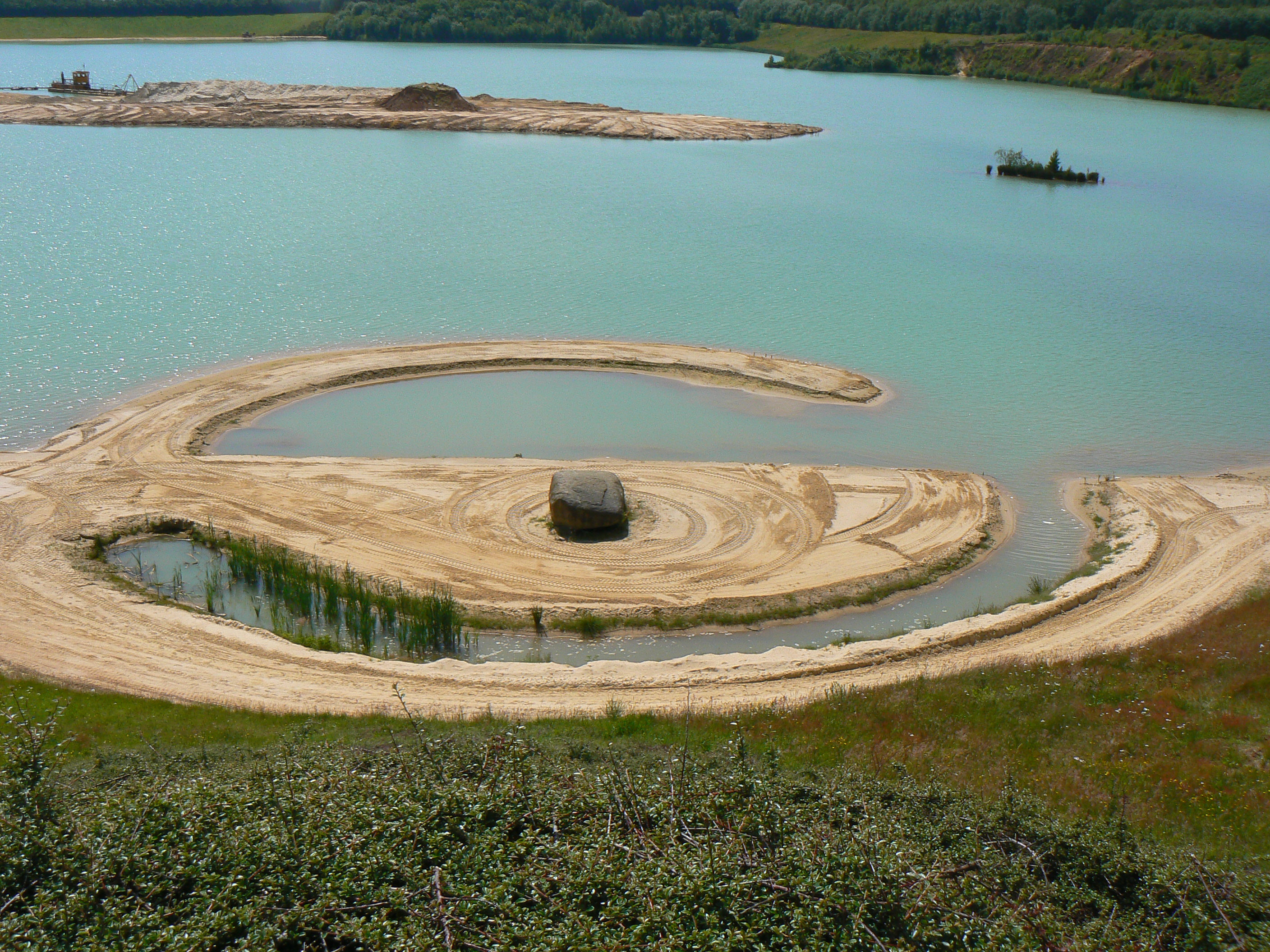
«Розірване коло» (1971)
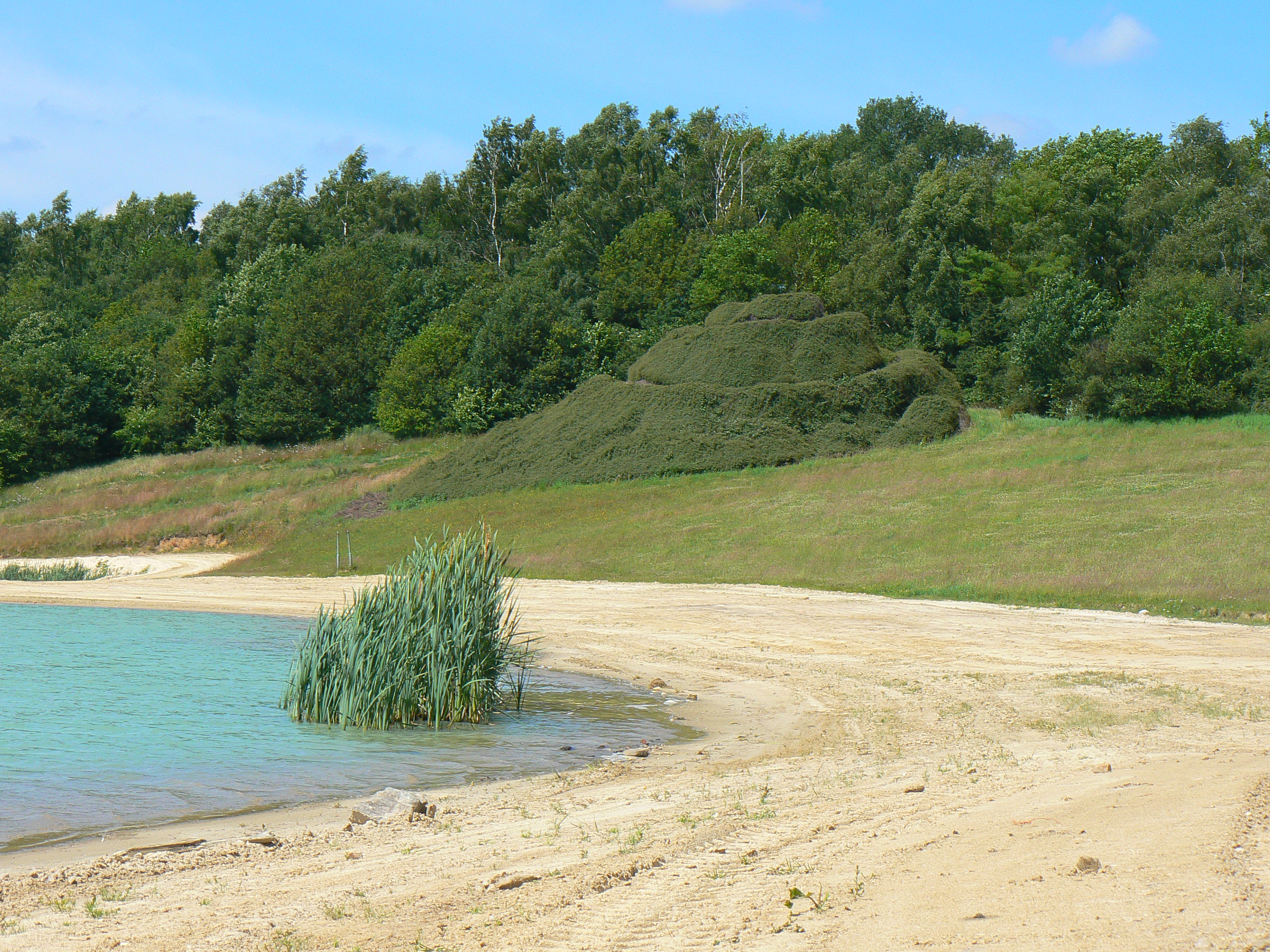
«Спіральний пагорб» (1971)
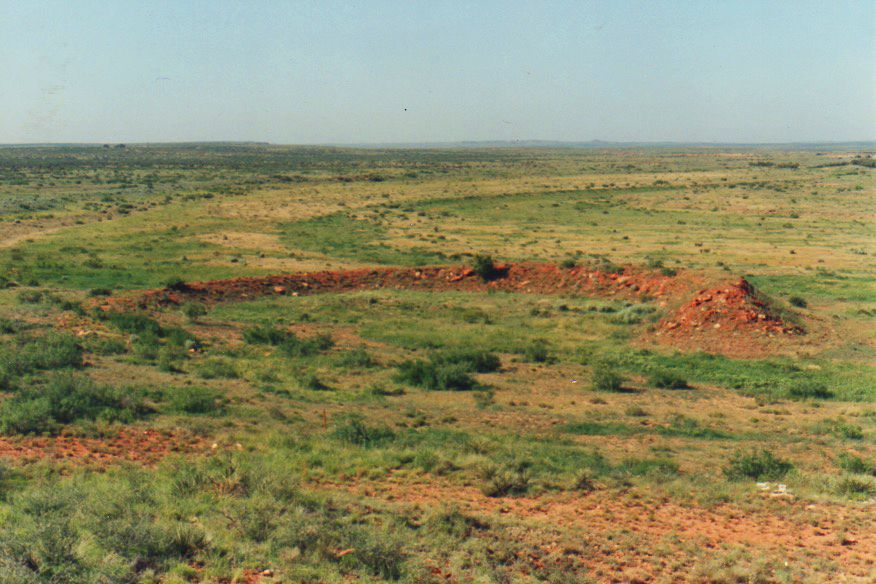
«Пандус Амарилло» (1973)